# Exploziile unor dispozitive electronice din Liban și Siria din 2024
Exploziile unor pagere din Liban din 2024 au avut loc la 17 septembrie 2024, în jurul orei 15:30 EEST, când mii de pagere⁠(d) portabile folosite de Hezbollah, un partid politic și miliție libaneză, au explodat simultan în Liban și Siria.  Serviciile de informații israeliene au interceptat livrările de pagere și le-ar fi adăugat material exploziv. Cel puțin 12 persoane au fost ucise și peste 2.750 au fost rănite,  în principal membri Hezbollah.
Incidentul a fost descris drept „cea mai mare breșă de securitate de până acum”.
Primul val a avut loc în jurul orei 15:30 EEST. A doua zi a avut loc un al doilea val de explozii care au avut ca țintă walkie-talki-urile⁠(d) ICOM⁠(d), ceea ce a dus la uciderea a cel puțin 25 de persoane și rănind 708.
S-a raportat că și alte dispozitive electronice, cum ar fi dispozitivele biometrice cu amprentă, au explodat, dar nu este încă confirmat dacă acele dispozitive au luat foc de la alte explozii sau au detonat singure.  
O sursă de securitate Reuters a spus că radiourile portabile au fost cumpărate de Hezbollah cu cinci luni înainte de atac, aproximativ în același timp cu pagerele. De asemenea, exploziile au ucis civili  și au afectat mai multe zone din Liban, inclusiv suburbia Dahieh⁠(d) din Beirut, sudul Libanului și Valea Beqaa, la granița cu Siria, unde se consideră a fi o prezență Hezbollah.  În plus, au fost raportate explozii în mai multe locuri din Siria.  
Nu este clar dacă numai membrii Hezbollah aveau aceste pagere.
În aproximativ 150 de spitale din Liban au fost aduse victime ale atacului, unde au avut loc scene haotice. Printre cei uciși s-au numărat doi agenți Hezbollah și doi copii.
Ambasadorul Iranului în Liban a fost rănit de un pager care a explodat.
În februarie 2024, secretarul general al Hezbollah, Hassan Nasrallah, le-a spus membrilor grupului să folosească pagere în loc de telefoane mobile, susținând că Israelul s-a infiltrat în rețeaua lor de telefonie mobilă. Hezbollah a cumpărat apoi o nouă marcă de pagere, modelele Gold Apollo AR924⁠(d) importate din Taiwan.
Agenția oficială de știri din Liban a relatat că sistemele de panouri solare au explodat în mai multe zone din Beirut.
Amenințarea unui război mai larg planează peste granița dintre Israel și Liban, după două zile consecutive de explozii în Liban și în Siria, în care s-a confirmat că au fost ucise cel puțin 32 de persoane.